# Запис Вануцића крушка (Бељајка)
Запис Вануцића крушка (Бељајка) се налази на парцели чији је власник Вануцић Сима.

## Локација
| Општина             | Деспотовац                                                                  |
| Катастарска општина | Бељајка                                                                     |
| Потес               | Голо брдо                                                                   |
| Координате          | 44° 03′ 16″ С; 21° 26′ 50″ И / 44.054499999999997° С; 21.447299999999998° И |
| Надморска висина    | 319m                                                                        |

## Карактеристике
Дендрометријске вредности утврђене на терену и сателитским снимцима:
| Стабло                     | Крушка |
| Висина стабла              | m      |
| Обим дебла                 | m      |
| Пречник крошње             | 0m     |
| Пречник дебла              | m      |
| Висина дебла до прве гране | m      |

## База записа
Запис је у оквиру Викимедија пројекта "Запис - Свето дрво" заведен под редним бројем 0513.